# Chieftain (stridsvagn)
Chieftain var brittiska arméns stridsvagn från 1967 tills den 1983 gradvis ersattes av Challenger 1. Den var vid införandet den kraftfullaste stridsvagnen i världen med sin 120 mm kanon. Profilen kunde hållas låg (under tre meter) genom att föraren halvligger i sin stol under frontpansaret.

## Utveckling
Arbetet med Cheiftain påbörjades 1951 under namnet "Medium Gun Tank No.2", avsedd att ersätta Centurion och Conqueror med den förras mobilitet och den senares skydd och eldkraft. Första prototypen tillverkades efter att NATO 1957 beslutat framtida stridsvagnar måste vara kapabla att använda alla sorters bränsle, och 1959 genomfördes en rad fältförsök som ledde till en rad åtgärder innan serieproduktionen inleddes. Motkolvsmotorn från Leyland plågades av en rad problem som förutom minskat effektuttag också minskade tillförlitligheten med upp till 90%. Bristande cylinderfoder, fläktsystem och kylledningsläckage på grund av vibrationer och illa planerad rördragning var de vanligaste felen, men trots omfattande förbättringsarbeten var det först mot slutet av 1970-talet de värsta felen avhjälptes. 

## Konstruktion
Föraren sitter bakåtlutad i skrovets mittlinje, I tornet sitter skytt och vagnchef till vänster om kanonen och laddaren till höger. Motorn är monterad baktill, likaså drivkuggarna som driver bandet runt de sex bärhjulen och spännhjulet fram.

## Användare
- Storbritannien: 1965 till1995.
- Iran: 707 Mk-3P och Mk-5P, 187 FV-4030-1[3], 41 ARV och 14 AVLB levererade innan revolutionen 1979. 100 st var fortfarande i tjänst 2005[4]
- Irak: Av c:a 140-165 vagnar tagna som krigsbyte från Iran var runt 50-75 i tjänst i irakiska armén 1990. Ett visst antal har blivit renoverade och är i tjänst hos Irakiska Shia-miliserna.
- Jordanien: 274 Khalid levererade mellan 1981 och 1985 + 90 MK3/5 från Irak.[5]
- Kuwait: 1976 var 175 st i tjänst, 1989 var 143 st i tjänst, 1995 var 20 st i tjänst, 2000 var 17 st förrådsställda.[6]
- Oman: 27 levererades 1981–85.[7]